# 昂吉兒
昂吉儿（13世纪—1295年），元朝唐兀人，原籍甘州（今甘肃省张掖市），姓野蒲氏。
昂吉儿世代为西夏的将官。父亲野蒲甘卜率部降蒙古铁木真，属蒙古军籍，授千户。至元六年（1269年），袭父职，为千户。驻兵和州（今安徽和县），略地淮南，攻打蕲州、黄州、安庆府等地。当时塞马初至南方，暑天常患疥疠，昂吉儿以所部马入太行治疗。于是军马得病，多派他治疗。至元九年（1272年）为信阳军万户。跟随平章事阿术南征有功，取庐州等地，升任淮西宣慰使。曾上奏江南冗官之弊，并建议在两淮地区进行屯田。后在芍陂、洪泽试行，一年得米数十万斛。历任河南行省参知政事、行省左丞、行省右丞，仍兼淮西宣慰使、都元帅。好直言，曾下疏反对出兵日本，触怒忽必烈，被黜。其子昂阿秃。

## 延伸阅读
[在维基数据编辑]
 《元史/卷132》，出自宋濂《元史》
 《新元史/卷161》，出自柯劭忞《新元史》